# Omineca Mountains
Die Omineca Mountains, teilweise auch nur Omineca, sind eine Gebirgskette der Interior Mountains und befinden sich im zentralen Norden der kanadischen Provinz British Columbia. Die Berge werden vom Omineca River durchflossen.
Das Wort „Omineca“ ist dabei ein Anglisierung von „Ow Mani Gàh“ (englisch „lake-like or sluggish river“) aus der Sprache der ansässigen Tse'khene.
Ansiedlungen finden sich in dem nahezu menschenleeren Gebiet hauptsächlich entlang der Flüsse, da das Gebiet durch Straßen kaum erschlossen ist. Germansen Landing, am südlichen Rand der Kette, ist mit weniger als 100 Einwohnern die größte der Ansiedlungen. Am Rande der Siedlung liegt der Germansen Landing Airport. Die nächstgelegene größere Straße ist der British Columbia Highway 97, südöstlich des Endes des Williston Lakes.

## Geographie
Die Omineca Mountains erstrecken sich in Nord-Süd-Richtung ungefähr über 290 km sowie in West-Ost-Richtung ungefähr über 250 km. Nach Norden wird der Gebirgszug durch den Finlay River und nördlich sowie nordwestlich davon durch die Cassiar Mountains begrenzt. Nach Osten wird die Bergkette durch den Rocky Mountain Trench, welcher hier durch den Unterlauf des Finlay River, den Williston Lake sowie den Parsnip River gebildet wird, abgegrenzt. Östlich des Rocky Mountain Trench liegen dann die Muskwa Ranges. Das südliche Ende der Omineca Mountains wird durch den Nation River mit den Nation Lakes und dem Tchentlo Lake gebildet. Südlich davon folgt dann das Nechako Plateau, welches zum Interior Plateau gehört. Westlich der Omineca Mountains liegt das Spatsizi Plateau sowie südwestlich die Skeena Mountains.

### Gebirgszüge innerhalb der Gebirgskette
Die Omineca Mountains werden üblicherweise unterteilt in:
- Finlay Ranges
- Hogem Ranges
- Swannell Ranges

### Berge innerhalb der Gebirgskette
Eine Auswahl der höchsten Erhebungen der Omineca Mountains (Gipfel mit inoffiziellem Namen in Kursivschrift):
- Bower Peak (2539 m ⊙)
- Delta Peak (2469 m ⊙)
- Ferriston Peak (2421 m ⊙)
- Fleet Peak (2320 m ⊙)
- Giegerich Peak (2436 m ⊙)
- Mount Irish (2280 m ⊙)
- Mount Henri (2210 m ⊙)
- Chase Mountain (2218 m ⊙)

## Schutzgebiete
Teile der Omineca Mountains stehen als Provincial Parks in British Columbia unter Schutz. Zu diesem Provinzparks gehören unter anderem:
- Omineca Provincial Park and Protected Area
- Finlay-Russel Provincial Park
- Nation Lakes Provincial Park
- Muscovite Lakes Park
- Sustut Provincial Park
- Chase Provincial Park

Dabei liegen nicht alle der Parks vollständig in den Omineca Mountains. Einige der Parks schützen sowohl Gebiete in der Gebirgskette wie auch angrenzende Gebiete.